# Nemcovce (Bardejov)
|  | No s'ha de confondre amb Nemcovce (Prešov). |

Nemcovce és un poble i municipi d'Eslovàquia. Es troba a la regió de Prešov, al nord del país. La primera referència escrita de la vila data del 1320.

## Demografia
| Godina             | 1994 | 2004   | 2014   | 2024   |
| ------------------ | ---- | ------ | ------ | ------ |
| Nombre de persones | 266  | 261    | 255    | 252    |
| Diferència         |      | −1,87% | −2,29% | −1,17% |

| Godina             | 2023 | 2024   |
| ------------------ | ---- | ------ |
| Nombre de persones | 265  | 252    |
| Diferència         |      | −4,90% |